# 新猿楽記
『新猿楽記』（しんさるがくき）は平安時代中期の学者藤原明衡による作品。ある晩京の猿楽見物に訪れた家族の記事に仮託して当時の世相・職業・芸能・文物などを列挙していった物尽くし・職人尽くし風の書物である。その内容から往来物の祖ともいわれる。

## 成立
正確な成立時期は不明である。通説では作者藤原明衡の晩年である天喜年間（1053年 - 1058年）あるいは康平年間（1058年 - 1065年）とするが、長元元年（1028年）とする説もある。いずれの説も推測の域を出ない。冒頭の作者署名に右京大夫と官名が記されており、明衡が右京大夫に任官した記録は他にないが、事実とすればこれが彼の極官であったことから、晩年の作であろうとする見解が多いだけである。

## あらすじ
作者はある晩、京の猿楽見物をする。それは今までになく見事なものであった、として猿楽のジャンルを列挙し、また名人の批評を行う。猿楽見物に参集した人々の中で特筆すべきは右衛門尉（うえもんのじょう）一家であった。右衛門尉の3人の妻、16人の娘（あるいはその夫）、9人の息子の描写が始まる（以下、各段の紹介）。

## 猿楽
猿楽の中でも大笑いをさそうものとして、以下の項目が列挙されている。
- 呪師（のろんじ）：剣を振り回し、走り回る芸[1]。
- 侏儒舞（ひきうとまい）：小人による舞
- 田楽（でんがく）：田植えの際に行う田儛（たまい）と関連している。永長年間（1096-1097年）に平安京で大流行した。
- 傀儡子（かいらいし、くぐつし）：狩猟を生業とし、漂泊した芸能集団。人形遣いだけでなく、男は剣術芸や奇術も行った。女は歌謡や売春を行っていた[2]。
- 唐術（とうじゅつ）：唐よりもたらされた奇術や幻術。
- 品玉（しなだま）：品物を現代のジャグリングのように飛ばす芸。
- 輪鼓（りうご）：鼓の形をしたもの（中央部がくびれた筒状のもの）を、二本の棒に結びつけた紐の上で回しながら転がす芸。
- 八玉（やつだま）：品玉のうち、玉を飛ばす芸。
- 独相撲（ひとりすまい）：本来二人で行う相撲を一人で演ずる芸。
- 独双六：人形を使って双六をする芸。
- 無骨（ほねなし）：諸説あるが、骨のないように軽業をする芸か[3]。
- 有骨（ほねあり）：荘重な舞という説[4]、または隆々とした筋骨や怪力を見せる芸という説がある[5]。

以下は対句となっていて、両極端な役や対で物語を構成している芸を列挙する。
- 延動大領の腰支（えんどうたいりょうのこしはせ）：腰支とは腰つきのことで、郡の長である大領のもったいぶった歩き振りをまねたものという。なお、「延動」を独立した芸能のひとつとして捉える説もある。
- 䗅漉舎人の足仕（䗅は虫偏に「長」、えびすきとねりのあしつかい）：川に入ってエビを取る舎人（小者）のこっけいな足取りをまねたものという[6]。
- 氷上専当の取袴（ひかみせんどうのとりはかま）：氷上は丹波国氷上郡氷上（現兵庫県丹波市）、専当は寺院の事務係。その事務係が袴を持ち上げて太股をあらわにしている様子を表現する芸。
- 山背大御の指扇（やましろおおいごのさしおうぎ）：大御は大姉御のこと、その大姉御が取袴の様子を見て恥ずかしげに扇をかざしている様子。
- 琵琶法師の物語：琵琶法師の様子を滑稽に真似る芸
- 千秋万歳の酒祷（せんずまんざいのさかほかい）：千秋万歳は、新春に各戸を廻って寿詞を唱え、祝儀をもらう雑芸の者。酒祷はもともと酒宴で互いに祝言を唱えること。ここでは新酒を醸す際の祝いのはやしをまねたものかという。
- 飽腹鼓の胸骨（あいはらつづみのむなほね）：満腹して腹鼓を打つ際の胸骨の動きを面白く見せたものかという。
- 蟷蜋舞の頸筋（いもじりまいのくびすじ）：蟷蜋はかまきりのこと。かまきりが鎌をもたげて首を振る様子を真似たものという。
- 福広聖の袈裟求め（ふくこうひじりのけさもとめ）
- 妙高尼の繦緥乞い（みょうこうあまのむつきこい）
- 形勾当の面現（けいこうとうのひたおもて）
- 早職事の皮笛（そうしきじのかわぶえ）
- 目舞の翁体（さかんまいのおきなすがた）
- 巫遊の気装貌（かんなぎあそびのけしょうがお）
- 京童の虚左礼（きょうわらわのそらざれ）
- 東人の初京上り（あずまうとのういきょうのぼり）

## 猿楽の名人
名人についての論評を行う。この段も対になっている。また批評の形式は古今和歌集真名序のパロディである。
- 百太：次の仁南と共に、最も賞されている。神妙の域に達し、古今の芸人中抜きん出ている（ただしこの表現は真名序の柿本人麻呂評を流用）[7]。
- 仁南：常に猿楽の場に登場し、衆人に絶賛されている[8]。

以下の人物については他に出典がなく不明である。
- 定縁
- 形能
- 県井戸の先生
- 世尊寺の堂達
- 坂上菊正
- 還橋徳高
- 大原菊武
- 小野福丸

## 右衛門尉一家の描写

### 第一の本妻
60歳（夫である右衛門尉は40歳）。右衛門尉は若い頃、妻の実家が財産家というだけで結婚してしまったが、本来好色家であるため、現在では年長の妻を娶ったことを後悔している。髪の毛は真っ白、顔のしわは海の波のよう、歯は抜け落ち、乳房は牛のふぐりのように垂れている。それでも化粧をし、夫が見向きもしないことを恨んでいる。いい加減出家して尼にでもなればいいのに、いまだに夫に対して嫉妬し、毒蛇や悪鬼のようである。夫の愛を得るために、以下の神仏を信仰している。
- 聖天：大聖歓喜天のこと。夫婦和合の神とされた。
- 道祖神（さえのかみ、ふなどのかみ）：本来村境にあって外敵や疫病を防ぐ神だが、男女関係・生殖をも司った[9]。
- 野干坂の伊賀専の男祭（きつねざかのいがとうめのおまつり）：野干坂は山城国愛宕郡松が崎村（現京都市左京区）の西から北岩倉に抜ける路[10]。伊賀専は男女の仲を取り持つ神として祀られた老狐。その狐の、男に逢うための祭で、アワビ（女陰）を叩いて踊った。
- 稲荷山の阿小町の愛の法：伏見稲荷大社に祀られた稲荷明神の眷属となった狐[11]に、男の愛を得るための祈りを、鰹節を陰茎の勃起したものに見立てて振り回し行った。
- 五条の道祖：京都五条にあった道祖神社。大火で焼失した後に、現在の松原道祖神社として復興。しとぎ餅（神に奉る餅）をささげた。
- 東寺の夜叉：東寺にあった金剛夜叉明王、聖天・吒吉尼天（荼吉尼天と同じ、だきにてん）・弁才天の三面六臂像。この神も恋愛を司るとされた。この神に雑炊をささげている。

以上のように、第一の本妻に対しては、好色な老女として厳しく批判されているが、その分生き生きとした描写になっている。

### 次の妻
右衛門尉と同年齢、特に美人というわけでもないが、心ばえはよく、夫に仕えている。家事一切に秀でているが、中でも糸つむぎ、機織り、染色、裁縫などは褒め足りないくらいすばらしい。彼女が用意する装束として、以下のものが列挙される。
宿装束（とのいしょうぞく）：日常用の装束。
- 烏帽子：日常的に用いる帽子。
- 狩衣：もともと狩猟用に用いた平服。
- 袴（はかま）
- 袷（あわせ）：裏地のある衣服。
- 袙（あこめ）：表衣と下着の間に着る服。
- 褂（うちき）：表衣の下に着る服。
- 衾（ふすま）：長方形の袷で寝具として用いた。
- 単衣（ひとえ）：裏地のない衣服。
- 差貫（さしぬき）：袴の裾に紐を通し、着用時にくるぶしでくくれるようにしたもの。
- 水干（すいかん）：狩衣の短いもので、水で濡れてもよいような粗末な服。裾を袴の中に入れて着用する。

昼装束（ひのしょうぞく）：儀礼用の服、束帯用の装身具。
- 冠（こうぶり）
- 袍（うえのきぬ）：本来は束帯・衣冠・直衣に共通して上衣のことをいう。
- 半臂（はんぴ）：半袖の上衣、袍の下に着用する。
- 下襲（したがさね）：半臂の下に着用する服。裾を長く引く。
- 大口（おおくち）：表袴の下にはく袴。大口袴。
- 表袴（うえのはかま）：束帯の際にはく袴。
- 帯
- 太刀
- 爵（しゃく）：笏（しゃく・こつ）と同じ、天子に拝謁するときに持つ板。
- 扇
- 沓（くつ）：革製の靴。
- 襪（しとうづ）：「したぐつ」の訛り、指の割れ目のない足袋。

### 第三の妻
有力な女房の親類で18歳、美人。まだ世間知らずである。夫はこの妻を見ると苦しいこともすべて忘れてしまい、常に一緒におり、この妻のためなら身の危険も財産もいとわない。そのことを世間からは嘲笑され、二人の妻からは嫉妬されているが、知らぬ振りをしている。どんな不老不死の薬も、（若返りの手段という点で）この妻にはかなわないからである。

### 大君の夫
有名な博打うちで賽の目を思い通りに出せる。ギャンブルによる害悪「一心、二物、三手、四勢、五力、六論、七盗、八害」をすべて備えているという。得意な博打（双六）として以下を列挙する（すべて不詳）。
- 五四尚利目
- 四三小切目
- 錐徹
- 一六難呉流
- 叩子
- 平簺
- 鉄簺
- 要筒
- 金頭
- 定筒
- 入破
- 唐居
- 樋垂
- 品態
- 簺論
- 宴丸
- 道弘

### 中君の夫
名は勲藤次、天下第一の武者で、いまだ戦いに負けたことがない。次のことに得意である。
- 合戦
- 夜討
- 馳射（はせゆみ、はせひき）：馬を馳せながらの騎射。特に追物射（牛や犬、敵騎兵を追いかけながら射る技術。犬追物参照）のこと[12]。
- 待射（まちゆみ）：敵や獲物を待ちかまえて射ること。
- 照射（ともしゆみ、ともし）：夏に山中で篝火を焚いて鹿を誘き寄せ、射る猟のこと
- 歩射（かちゆみ）：騎乗せずに行う弓射のこと。
- 騎射（うまゆみ[13]）
- 笠懸（かさがけ）
- 流鏑馬（やぶさめ）
- 八的（やつまと）：騎射で的を八箇所に設けて射るもの。
- 三々九（さんざく）：騎射で高さ三尺の串に的を挟み射るもの。
- 手挟（たばさみ）：不詳。

### 三の君の夫
出羽権介田中豊益という大名田堵で、数町の田畑を真面目に経営している。農民を使役しており、彼が行うのは農具の準備や土木工事、農作業の指揮である。以下に挙げる。
- 鋤
- 鍬
- 馬杷（まぐわ）：牛馬に引かせて水田をならす道具。
- 犂（からすき）：牛馬に引かせて水田を掘り返す道具。
- 堰塞（いせき）：水流を変えるための川の中に作った柵。
- 堤防（つつみ）
- 𡏞渠（𡏞は土偏に「冓」、ほりけみぞ）：用水路。
- 畔畷（あぜなわて）：あぜ道。
- 種蒔（たねまき）
- 苗代
- 耕作
- 播殖（はしょく）：種を蒔いてふやすこと。

豊益が耕作している作物
- 稙（わせ）：早稲のこと。
- 穜（おくて）：晩稲のこと。
- 粳（うるしね）：うるち米。
- 糯（もちい）：もち米。
- 麦
- 大豆（まめ）
- 大角豆（ささげ）
- 小豆
- 粟
- 黍（きび）
- 稗（ひえ）
- 蕎麦（そば）
- 胡麻

豊益が収めた税
- 地子（じし）：官田（班田以外の田）・一色田（名田以外の田）からの地代。
- 官物（かんもつ）：雑役以外の税。
- 租米（そまい）：田租のうち中央へ運ばれるもの。
- 調庸代稲：調・庸の代わりに納めた稲。
- 段米（たんまい）：田畑の段ごとに課された臨時の税。
- 使料（つかいりょう）：不詳。
- 供給（くぎゅう）：国司新任に際して徴収した物品。
- 土毛（ども）：朝廷へ献上する特産物。
- 酒直（さかて）：心づけ、酒手。
- 種蒔（しゅじ）：不詳。
- 営料（えいりょう）：宮内省直営田などで、耕作に要した費用として地子から控除された。
- 交易（きょうやく）：国衙が調達し、民部省に送った特産物。
- 佃（つくだ）：官田や荘園で農民に種子・農具を貸与して全収穫を徴収した直営田。
- 出挙（すいこ）：官稲を春に貸し出し、秋に利子をつけて返納させたもの、後に強制化し租税となった。

### 四の御許
四女は巫女で卜占（うら）、神遊（かぐらあそび、神前での歌舞）、寄弦（よりづる、梓弓の弦を鳴らして神を降ろすこと）、口寄（くちよする、神がかりして死者の魂の言葉をのべる）の名人であった。仙人のように舞い、鳥のさえずるように歌い、琴や鼓の音もすばらしく、天下の老若男女が貴賤を問わず訪れた。収入も莫大である。四女の夫右馬寮史生（下役人）の金集百成は鍛冶・鋳物師・金銀の細工師である。
鍛冶物
- 一佩（ひとはき）：不詳。
- 小刀
- 太刀（たち）
- 伏突（よこはき）：太刀と同じ。
- 鉾
- 剣
- 髪剃
- 矢尻：鏃。
- 鐙（あぶみ）
- 銜（くつはみ）：くつわ、ハミ。
- 鎰（かぎ）
- 鋸（のこぎり）
- 鉇（かな）：かんな。
- 釿（ておの）：ちょうな、なた。
- 鐇（たつき）：刃の広い斧。
- 鎌
- 斧
- 鋤
- 鍬
- 釘
- 鎹（かすがい）
- 錐
- 鑷（けぬき）
- 鋏

鋳物
- 鍋
- 鑊（かなえ）：肉を煮る器。
- 釜
- 鍑（さがり）：口のすぼまった釜。
- 鼎（あしがなえ）：三足二耳の器、物を煮る。
- 鉢
- 鋺（かなまり）：金属製の椀。
- 熨斗（のし）：火のし、衣服のしわをのばす道具、今のアイロン。
- 鏡
- 水瓶
- 花瓶
- 閼伽器（あかつき）：水を仏に奉るための皿。
- 奩（はこ）：香を盛るための仏具。
- 火舎：香炉の一種。
- 錫杖：僧侶・修験者が持つ杖。
- 鐃鈸（にょうばち）：法要に用いる金属製の打楽器。
- 香炉
- 独鈷・三鈷・五鈷：密教の修法に用いる金剛杵。それぞれ先端が分かれていないもの、三股のもの、五股のもの。
- 鈴：密教で用いる法具。
- 大鐘：釣鐘。
- 金鼓（こんく）：金属製の鼓。

### 五の君の夫
菅原匡文という紀伝道・明法道・明経道・算道の学生。大江以言・大江匡衡・菅原文時・橘直幹に勝るとも劣らない学者である。現在の給料・得業・進士・秀才・成業・大業の者で肩を並べる者はない。
彼の学んだ書
- 文選
- 文集：白氏文集。
- 史記
- 漢書
- 論語
- 孝経
- 毛詩
- 左伝：春秋左氏伝。
- 令律：ここでは大宝律令と養老律令。
- 格式：弘仁・貞観・延喜の三代格式。

得意な詩文
- 詩賦：詩と賦は共に中国の韻文。
- 序表：序は序文、書序・詩序・和歌序の三種。表は天子への上奏文で、主に辞表をさす。
- 詔：公式な天子の命令文。
- 宣旨：簡略化された天子の命令文。
- 宣命：宣命体で書かれた詔。
- 位記：位階を授けるために出す文書。
- 奏状：臣下から天子に出す意見書。
- 願文（がんもん）：神仏への願いを記した文。
- 呪願：法会の際にその願意を記した文。
- 符牒：符は直属官庁の上から下への文書。牒は直属関係にない官司どうしの文書。
- 告書：不詳。
- 教書：三位以上の公卿の家司が主人の命をうけて出す文書。
- 日記：学者が摂関家の日記を代作することがあった。
- 申文（もうしぶみ）：任官や叙爵を申請する文書。後には直属官司の下から上への文書もさす。
- 消息：書状。公文書の作法に倣って書かれたもの。
- 往来：書礼の形式を備えていない書状。
- 請文：返書。命令に対して承諾した旨を答える文書。

算道の技術
- 大算乗除：大きな数の乗除法か。
- 九々
- 竹束八面蔵：竹を束ねた際の周囲の数から、竹の総数を算出する方法が竹束。八面蔵は不詳。
- 開平方除：平方根を求める計算法。
- 開立方除：立方根を求める計算法。
- 町段歩数積冪（ちょうたんぶすせきべき）：不定形の田畑の面積を測定する計算法か。

### 六の君の夫
伯耆権介丹治筋男という有名な力士である。父方は丹治文佐の子孫、母方は薩摩氏長の曾孫、大男で怪力勇敢、どんな名人もかなわない。
以下相撲の取手（とりて、技）
- 内搦（うちからみ）：かけぞり、足を相手の内股に掛け、体をそらしてひねり倒す。
- 外搦（そとからめ）：外掛け。
- 亘繋（わたしかけ）：四つに組んで外掛けまたは内掛けし、手で相手の上体を押し倒す。
- 小頸（こくび）：腕を相手の頭や頸に巻きつけて攻め倒す。
- 小脇（こわき）：相手の脇に手を差し込んで倒す。
- 逆手：相手の腕を逆に取って背負い投げる。

### 七の御許
食道楽で酒飲み、夫の前では猫をかぶっているが、食べ物を前にすると犬のように舌なめずりしてかぶりつく。容姿端麗なのに、（うまい物を食べられるように）馬借・車借の嫁になりたかったのだ。
彼女の好物
- 鶉目飯（うずらめのいい）：不詳。
- 蟇目粥（ひきめのかゆ）：不詳。
- 鯖粉切（さばのこきり）：不詳。
- 鰯酢煎（いわしのすいり）：鰯を煮る際に酢を入れて生臭さを取った料理。
- 鯛中骨（たいのなかほね）
- 鯉丸焼

精進料理
- 腐水葱（くたしなぎ）：水菜のおひたし。
- 香疾大根舂（かばやきおおねつき）：大根の蒲焼。
- 塩辛納豆：麹で発酵させた糸を引かない納豆[15]。
- 油濃茹物
- 面穢松茸：（おもきたなきまつたけ）

菓物（くだもの）：副食
- 無核温餅（さねなきあたたけ）：丸い餅。
- 粉勝団子（あれかちだんご）：粉を練って作った団子。
- 熟梅和（うれうめのやわらかなる）
- 胡瓜黄（きうりのきばめる）

酒
- 醪[16]（もろみ）：にごり酒、どぶろく。

肴
- 煎豆

夫は（希望通りの）馬借・車借で字は越方部津五郎、名は津守持行、東は大津・坂本から西は淀・山崎まで走り回っている。牛馬を休ませる暇もなく、常に運送料や荷車のことで争っている。尊大で人に頭を下げるということを知らないが、靴を脱ぐ暇もなく、足にひびやあかぎれをつくりながらただ家族のために働いている。経済的には恵まれている。

### 八の御許の夫
飛騨国出身、五位の大工で名は檜前杉光。大内裏の八省院・豊楽院の図面を伝来し宮殿建築の研究をしている。彼のつくる材木の寸法は鏡に映したように正確である。その風貌は、目は墨壷のようで曲直を正し、歯は鋸のよう、首は手斧のよう、さいづち頭（木槌のように額と後頭部のでっぱった頭）で、指は墨刺（竹の筆）、肘は曲尺（直角に曲がったものさし）、肩は南蛮錐の柄のよう、足は金づちと、まさに生まれついての大工である。
寺院建築
- 講堂
- 金堂
- 経蔵
- 鐘楼
- 宝塔
- 僧房
- 大門
- 中門
- 二蓋：二階。
- 四阿（あずまや）：屋根を四方に葺き降ろした建物、東屋造。
- 重榱（しげたるき）：垂木を密に並べたもの。
- 間椽（またるき）：垂木の間隔をあけて並べたもの。
- 並枓楫（なれとかまえ）：斗形を並べた建物のことか。
- 寝造（ねやつくり）：寝室。

一般の邸宅
- 対（たい）：寝殿造の対の屋。
- 寝殿
- 廊
- 渡殿（わたどの）：渡り廊下。
- 曹司町（ぞうしまち）：曹司は大きな部屋を仕切る仕切り。曹司が多く連ねられたところのこと。
- 大炊殿（おおいどの）：調理用の建物。
- 車宿（くるまやどり）：牛車などを入れる車庫。
- 御厩（みうまや）：馬小屋。
- 叉倉（あぜくら）：校倉造の倉庫。
- 甲倉：不詳。

以下建築用材
- 桁：柱の上に渡して梁を支える木材。
- 梁（うつはり）：柱の上に渡して屋根を支える木材。
- 垂木：屋根の裏板や木舞を支えるために、棟から軒に渡す木材。
- 木舞（こまい）：垂木に渡す細長い木材。
- 梲（うだち）：梁の上に立てる棟木を支える小さな柱。
- 豕杈首（いのこさす）：妻飾りの一種。切妻や入母屋造の梁の上に木材を合掌の形に組んで、中央に束を立てたもの。
- 枓（とがた）：柱の上に渡す方形の木材。枡形。
- 枅（ひじき）：上からの荷重を支えるための横木。肱木。
- 柱
- 鴨柄（かもえ）：鴨居。
- 長押（なげし）：柱同士をつなぐ水平の木材。
- 板敷：板張りの縁側。
- 蔀（しとみ）：格子を上に跳ね上げるようにした窓。
- 隔子（こうし）：格子。
- 妻戸：両開きの戸。寝殿造では四隅にあった。
- 遣戸（やりど）：引き戸。
- 高欄：欄干。
- 日隠（ひかくし）：ひさし。
- 破風（はふ）：屋根の切妻についている、合掌形の板。装飾用。
- 関板：屋根を葺いた板の粗末なもの。
- 飛檐（ひえん）：垂木の先につけたそりのある木材。
- 角木（すみき）：垂木の上端を受ける木材。

### 九の御方の夫
右近衛府の医師で鍼灸に通じている。

### 十の君の夫
陰陽師で鬼神を駆使し男女の魂を操る。

### 十一の君の夫
管弦の名人。

### 十二の君の懸想人
高級官僚だがあまりもてない。しかし美人の十二の君には恋い慕われている。

### 十三の君
本妻の娘で醜女。母に似て淫乱。大原の炭焼きの老翁が求婚者として通って来る。

### 十四の御許の夫
素行不良。長大な陰茎のみが取り柄。

### 十五の女
未亡人。仏法に帰依。

### 十六の女
遊女。

### 太郎主
能書家。その書は高く珍重されている。

### 次郎
山伏。

### 三郎主
指物師。

### 四郎君
国主の従者。

### 五郎
天台宗の学僧。

### 六郎冠者
絵師。

### 七郎
大仏師。

### 八郎真人
商人。

### 九郎小童
雅楽寮の役人の養子となる。十五の若年ながら舞楽に通じ美男。僧侶たちが気を惹こうと贈り物を欠かさない。

## 最近の出版
現在比較的入手可能な主な版本をあげる。
- 藤原明衡撰、『新猿楽記・雲州消息』　重松明久校注　現代思潮新社「古典文庫66」、2006年、ISBN 9784329020048
- 藤原明衡　『新猿楽記』、川口久雄訳注　平凡社東洋文庫、1983年、ISBN 4582804241
- 『日本思想大系8　古代政治社会思想』、山岸徳平他編、岩波書店、1979年
- 『群書類従9　文書部　消息部』、続群書類従完成会、1960年、ISBN 4797100125